# Pennagaram
Pennagaram là một thị xã panchayat của quận Dharmapuri thuộc bang Tamil Nadu, Ấn Độ.

## Địa lý
Pennagaram có vị trí 12°08′B 77°54′Đ / 12,13°B 77,9°Đ Nó có độ cao trung bình là 493 mét (1617 feet).

## Nhân khẩu
Theo điều tra dân số năm 2001 của Ấn Độ, Pennagaram có dân số 15.294 người. Phái nam chiếm 52% tổng số dân và phái nữ chiếm 48%. Pennagaram có tỷ lệ 60% biết đọc biết viết, cao hơn tỷ lệ trung bình toàn quốc là 59,5%: tỷ lệ cho phái nam là 67%, và tỷ lệ cho phái nữ là 52%. Tại Pennagaram, 13% dân số nhỏ hơn 6 tuổi.